# La Visitation-de-l'Île-Dupas
La Visitation-de-l'Île-Dupas è un comune del Canada, situato nella provincia del Québec, nella regione di Lanaudière.